# Amt (Kommunalrecht)
Ämter sind interkommunale Kooperationen in den deutschen Ländern Brandenburg, Mecklenburg-Vorpommern und Schleswig-Holstein. Ein Amt besteht aus mehreren Gemeinden und hat eine gemeinsame Verwaltung. Gemeinden, die eine eigene Verwaltung haben und zu keinem Amt gehören, nennt man amtsfreie Gemeinden, vergleichbar mit Einheitsgemeinden in den meisten anderen deutschen Ländern. Ein Amt ist keine Gebietskörperschaft, sondern eine Bundkörperschaft.
Es existieren 83 Ämter in Schleswig-Holstein (Stand Juni 2023), 76 Ämter in Mecklenburg-Vorpommern (Stand Februar 2023) sowie 50 Ämter in Brandenburg (Stand April 2022). Bis zum Inkrafttreten der Gebiets- und Verwaltungsreformen 1970 in Rheinland-Pfalz, 1974 im Saarland und 1975 in Nordrhein-Westfalen gab es auch dort Ämter.

## Struktur
Der Aufbau der Ämter ist in Mecklenburg-Vorpommern und Schleswig-Holstein in der jeweiligen Amtsordnung geregelt. In Brandenburg wird das Amt seit der Einführung der Kommunalverfassung im Jahr 2007 in dieser geregelt. Die Amtsverwaltung besteht zumeist aus mehreren Fachämtern (zum Beispiel Hauptamt, Ordnungsamt, Bauamt und Kämmerei).

### Amtsausschuss
Oberstes Gremium und Vertretungskörperschaft des Amtes ist der Amtsausschuss.
Er ist keine Volksvertretung im eigentlichen Sinne, da er keine gewählte Vertretung ist. Vielmehr ist er ein kollegiales Vertretungsorgan, dessen Mitglieder von den amtsangehörigen Gemeinden entsandt werden. Die Entsendung erfolgt dabei teils qua Amt (Bürgermeister) und teils durch die Gemeindevertretung.
In Brandenburg setzt sich der Amtsausschuss aus den Bürgermeistern der amtsangehörigen Gemeinden sowie jeweils einem zusätzlichen Mitglied der jeweiligen Gemeindevertretung zusammen.

### Amtsdirektor/Amtsvorsteher
Leiter des Amtes ist der ehrenamtliche Amtsvorsteher (Mecklenburg-Vorpommern, Schleswig-Holstein) oder der hauptamtliche Amtsdirektor (Brandenburg, Schleswig-Holstein). Der brandenburgische Amtsdirektor ist hauptamtlicher Chef der Amtsverwaltung und Repräsentant des Amtes. Außerdem gibt es noch die Position des „Vorsitzenden des Amtsausschusses“.

## Ämter in Brandenburg
Ämter bilden in Brandenburg einen Gemeindeverband unterhalb der Kreisebene und sind Körperschaften öffentlichen Rechts.

### Organe des Amtes
1. Amtsdirektor: hauptamtlicher Chef der Amtsverwaltung und Repräsentant des Amtes
2. Amtsausschuss (oberstes Willensbildungs- u. Beschlussorgan): er besteht aus den Bürgermeistern der amtsangehörigen Gemeinden und je nach Bevölkerungszahl der Gemeinden aus einer Anzahl weiterer Mitglieder, die aus den Gemeinderäten heraus gewählt werden

### Übersicht über die Ämter
266 Gemeinden in Brandenburg sind amtsangehörig, das heißt, sie sind zur Erledigung ihrer Verwaltungsgeschäfte in insgesamt 50 Ämtern zusammengeschlossen (Stand: April 2022).

### Besonderheiten
Seit dem 19. April 2022 gibt es in Brandenburg das alternative Modell der Mitverwaltung (eine amtsfreie Gemeinde, die von einer anderen amtsfreien Gemeinde mitverwaltet wird). Dieses Modell wird von der Gemeinde Pinnow genutzt, die von Schwedt/Oder mitverwaltet wird.

## Ämter in Mecklenburg-Vorpommern
Ämter in Mecklenburg-Vorpommern sind Bundkörperschaften (§ 125 Abs. 1 Satz 1 KV M-V). Mitglieder sind die amtsangehörigen Gemeinden (Gebietskörperschaften).
Gesetzlicher Vertreter des Amtes ist der Amtsvorsteher.

### Arten von Ämtern
1. Amt mit eigener Verwaltung (Regelfall)
2. Amt mit einer geschäftsführenden Gemeinde (Amt nutzt die Verwaltung einer amtsangehörigen Stadt)
3. Amt ohne eigene Verwaltung (Verwaltungsgemeinschaft mit einer nicht-amtsangehörigen Stadt)

### Organe des Amtes
1. Amtsausschuss (oberstes Willensbildungs- u. Beschlussorgan)
2. Amtsvorsteher

(Rechtsgrundlage: § 131 KV M-V)

### Der Amtsausschuss
Ist das oberste Willensbildungs- und Beschlussorgan des Amtes. Er besteht aus allen amtsangehörigen Bürgermeistern sowie weiteren Mitgliedern.
- Gemeinden mit unter 500 Einwohnern entsenden in den Amtsausschuss ihren Bürgermeister.
- Gemeinden über 500 bis 1000 Einwohner entsenden ein weiteres Mitglied.
- Gemeinden über 1000 bis 2000 Einwohner: zwei.
- Gemeinden über 2000 bis 2500 Einwohner: drei.
- Gemeinden über 2500 bis 3000 Einwohner: vier.
- Gemeinden über 3000 bis 3500 Einwohner: fünf.
- Gemeinden über 3500 Einwohner: sechs.

### Aufgaben des Amtsvorstehers
Der Amtsvorsteher führt den Vorsitz im Amtsausschuss (§ 138 Abs. 1 KV M-V).
Er leitet die Verwaltung ehrenamtlich nach den Grundsätzen und Richtlinien des Amtsausschusses und im Rahmen der von ihm bereitgestellten Mittel. Mit der Amtsverwaltung bereitet er die Beschlüsse des Amtsausschusses vor und führt sie aus (§ 138 Abs. 2 KV M-V).
Der Amtsvorsteher führt außerdem die Aufgaben des übertragenen Wirkungskreises (z. B. Wohngeld) durch (§ 138 Abs. 4 KV M-V). Dies ist besonders wichtig bei Ämtern mit geschäftsführenden Gemeinden. Ansonsten sind Verwarngelder bei z. B. Verstoß gegen das Parkverbot nichtig.

## Ämter in Schleswig-Holstein
Rechtliche Grundlage des Amtssystems in Schleswig-Holstein ist die Amtsordnung. Danach sind die Ämter Körperschaften öffentlichen Rechts, die der Stärkung der Selbstverwaltung der amtsangehörigen Gemeinden dienen. Ihre Einwohnerzahl soll in der Regel nicht weniger als 8000 betragen.

### Aufgabenübertragung
Seit Änderung der Amtsordnung am 22. März 2012 dürfen höchstens 5 aus einem Katalog von 16 Aufgaben auf das Amt übertragen werden (§ 5 Abs. 1), auch eine Rückübertragung ist auf Verlangen (§ 5 Abs. 4) möglich, sofern dem überwiegende Belange des Gemeinwohls nicht entgegenstehen. Vorher war die Zahl der an das Amt übertragenen Aufgaben nicht begrenzt. Das schleswig-holsteinische Landesverfassungsgericht stellte jedoch im Februar 2010 fest, dass eine solche unbegrenzte Aufgabenübertragung an das Amt verfassungswidrig ist, da die Möglichkeit eröffnet werde, „[…] dass sich die Ämter in Folge zunehmender Übertragung von Selbstverwaltungsaufgaben durch die Gemeinden zu Gemeindeverbänden entwickeln, sie aber für diesen Fall […] keine unmittelbare Wahl der Mitglieder des Amtsausschusses […] vorsieht“.

### Organe
Der Amtsausschuss ist das Beschlussorgan des Amtes. Ihm gehören nach § 9 AO die Bürgermeister der amtsangehörigen Gemeinden sowie von den Gemeindevertretungen gewählte Mitglieder, deren Zahl sich nach der Einwohnerzahl richtet, an. Diese Zahl beträgt bei einer Einwohnerzahl von über
- 1000 bis 2000 eins,
- 2000 bis 3000 zwei,
- 3000 bis 4000 drei,
- 4000 bis 5000 vier,
- 5000 bis 6000 fünf,
- 6000 bis 7000 sechs,
- 7000 bis 8000 sieben

und dann für jeweils 2000 weitere angefangene Einwohner zusätzlich eins. Dabei haben die Mitglieder aber eine verschiedene Anzahl an Stimmen, die ebenfalls von der Einwohnerzahl abhängig ist. Je angefangene 250 Einwohner haben die für die Gemeinde dem Amtsausschuss angehörigen Mitglieder insgesamt eine Stimme. Die Gesamtzahl der Stimmen wird gleichmäßig auf alle Mitglieder aufgeteilt, wobei übrige Stimmen auf den Bürgermeister fallen. Der Amtsausschuss wählt den Amtsvorsteher. Dieser ist Vorsitzender des Amtsausschusses und gerichtlicher Vertreter des Amtes. Bei ehrenamtlich verwalteten Ämtern ist er zugleich der Leiter der Verwaltung, dem der Leitende Verwaltungsbeamte untersteht. Ämter mit mehr als 8000 Einwohnern können bestimmen, dass die Verwaltung von einem hauptamtlichen Amtsdirektor geleitet wird.

### Ämter seit der Verwaltungsreform 2008
Nach Umsetzung der Verwaltungsreform 2008 gab es in Schleswig-Holstein 87 Ämter, deren Größe zwischen 1300 Einwohnern (Amt Pellworm) und rund 40.000 Einwohnern (Amt Südtondern) lag. Ziel der Verwaltungsreform war es, die Zahl der Verwaltungen zu reduzieren. Dies ist nach Darstellung des Innenministeriums gelungen: So konnte die Zahl der Verwaltungen von 222 (2000) auf 145 (2009) gesenkt werden.
Nach weiteren Zusammenschlüssen – 2012: Auflösung der Ämter Aukrug, Hanerau-Hademarschen und Hohenwestedt-Land, Neubildung des Amtes Mittelholstein; 2017: Auflösung des Amtes Haseldorf, Eingliederung in das Amt Geest und Marsch Südholstein; 2023: Auflösung der Ämter Flintbek und Molfsee, Neubildung des Amtes Eidertal – gibt es 83 Ämter (Stand: 1. Juni 2023).

### Besonderheiten
In Schleswig-Holstein gibt es zwei kreisübergreifende Ämter:
- Das Amt Großer Plöner See liegt überwiegend im Kreis Plön, umfasst aber auch die Gemeinde Bosau im Kreis Ostholstein.
- Das Amt Itzstedt liegt überwiegend im Kreis Segeberg, umfasst aber auch die Gemeinde Tangstedt im Kreis Stormarn.

Eingeamtete Städte in Schleswig-Holstein sind:
- die Stadt Wesselburen im Amt Büsum-Wesselburen
- die Stadt Garding im Amt Eiderstedt
- die Stadt Wyk auf Föhr im Amt Föhr-Amrum
- die Stadt Arnis im Amt Kappeln-Land
- die Stadt Kellinghusen im Amt Kellinghusen
- die Stadt Krempe im Amt Krempermarsch
- die Stadt Lütjenburg im Amt Lütjenburg
- die Stadt Marne im Amt Marne-Nordsee
- die Stadt Meldorf im Amt Mitteldithmarschen
- die Stadt Bredstedt im Amt Mittleres Nordfriesland
- die Stadt Nortorf im Amt Nortorfer Land
- die Stadt Niebüll im Amt Südtondern

Daneben gibt es zahlreiche Beispiele für Städte, die mit den umliegenden Ämtern Verwaltungsvereinbarungen getroffen haben, ihre Amtsunabhängigkeit aber beibehalten.

### Geschichte der Ämter in Schleswig-Holstein
| Jahr | Einwohner |
| ---- | --------- |
| 1948 | 2000      |
| 1966 | 5000      |
| 2008 | 8000      |

In vorpreußischer Zeit bildeten seit dem 15. Jahrhundert die landesherrlichen Ämter in Holstein die unteren Verwaltungseinheiten. Sie schlossen mehrere Gemeinden zusammen und hatten rechtliche, fiskalische und behördliche Aufgaben wahrzunehmen. An der Spitze der Verwaltung des Amtes stand der Amtmann, meist ein Adliger, der als Stellvertreter des Landesherrn alle obrigkeitlichen Rechte wahrnahm und auch Gerichtsherr erster Instanz war. In den amtsangehörigen Dörfern wurde die bäuerliche Selbstverwaltung durch einen Bauernvogt gewährleistet.
Mit Einführung preußischen Rechts 1867 wurden die Holsteinischen Ämter (und ihre schleswigschen Gegenstücke) unter neuer Grenzziehung in die heutigen Kreise umgewandelt, die 1889 als Untergliederungen – neben Städten und größeren Gemeinden – Amtsbezirke als Zusammenschluss kleinerer Gemeinden erhielten, nachdem die schleswigschen Hardesvogteien und die holsteinischen Kirchspielsvogteien abgeschafft worden waren. Die schleswig-holsteinischen Ämter waren in der preußischen Zeit reine Ortspolizeibezirke.
Nach Bildung des Landes Schleswig-Holstein wurden 1948 die Amtsbezirke aufgelöst und Ämter als neue Verwaltungseinheiten für Gemeinden unter 1000 Einwohnern geschaffen, wobei jedes Amt für mindestens 2000 Einwohner zuständig sein sollte (Ämterordnung von 1947), später für mindestens 3000 Einwohner. Mit der Ämterordnung von 1966 sollten die Ämter dann für mindestens 5000 Einwohner zuständig sein, was im Zuge der Kreisreform von 1970/74 umgesetzt wurde. Seit 2008 soll eine Verwaltung für mindestens 8000 Einwohner zuständig sein, was zu einer Vielzahl von Zusammenschlüssen und Verwaltungsgemeinschaften geführt hat.

## Historische Ämter
Ämter wurden ursprünglich in verschiedenen mittelalterlichen Territorien zur Landesverwaltung angelegt und halten sich teilweise bis in die Gegenwart. Zudem waren Ämter meist auch die unterste Gerichtsinstanz. Verwaltet wurden die Ämter durch den Amtmann. Die Territorialgliederung durch Ämter löste die mittelalterliche Struktur der Zenten und Zentgerichte ab.

### Preußen
Die preußische Landgemeindeordnung für die Provinz Westfalen von 1841 ersetzte die in der Franzosenzeit (1806 bis 1813) eingeführten Bürgermeistereien mit Wirkung ab 1843 durch Ämter. (→ Ämter in Westfalen). Ämter waren die unterste Verwaltungsinstanz, Ortspolizeibezirk und Zweckverband und wurden zunächst von durch die Regierung ernannten Amtmännern, später von Amtsbürgermeistern geführt. Nach dem Zweiten Weltkrieg hießen die Leiter der Ämter Amtsdirektoren.
In der preußischen Rheinprovinz wurden die dort bestehen gebliebenen Bürgermeistereien erst ab 1928 als Ämter bezeichnet.
Die Ämter nach der preußischen östlichen Kreisordnung in Sachsen, Brandenburg, Pommern, Schlesien, Ost- und Westpreußen, die durch die Kreisordnung von 1872/1881 eingerichtet wurden, waren anders als die Ämter bzw. Bürgermeistereien in der Provinz Westfalen und der Rheinprovinz allein Ortspolizeibezirke (Polizeiverwaltung), in denen eine oder mehrere Landgemeinden und Gutsbezirke zusammengefasst waren. Den Ämtern entsprach in der Provinz Posen der Polizeidistrikt.
Bei den Gebietsreformen in Rheinland-Pfalz wurden 1968 die im früheren preußisch-rheinischen Landesteil noch bestehenden Ämter in Verbandsgemeinden umgewandelt; bei der Gebietsreform in Nordrhein-Westfalen wurden die Ämter bis zum 1. Januar 1975 aufgelöst.

### Königreich Hannover
Das Königreich Hannover war in Ämter eingeteilt, deren Aufsicht den Landdrosteien oblag. Nach der Annexion durch Preußen im Jahr 1866 wurden 1885 die Ämter aufgelöst und Kreise gebildet; vielfach wurden die Ämter direkt zu Kreisen oder aus mehreren Ämtern (oder Teilen der Ämter) wurde ein Kreis gebildet.

### Mecklenburg
Das ständische Mecklenburg (bis 1918) bestand aus landesherrlichen und ritterschaftlichen Ämtern sowie den (landtagsfähigen) Städten und deren Landbesitz. Nur im Bereich der landesherrlichen Ämter (dem Domanium) war der (Groß)Herzog unumschränkter Landesherr. Im übrigen Land teilte er die Macht mit der Ritterschaft und den städtischen Bürgermeistern.

### Großherzogtum Hessen
Im Großherzogtum Hessen bzw. der Landgrafschaft Hessen-Darmstadt, aus der das Großherzogtum 1806 hervorging, waren die Provinzen Starkenburg und Oberhessen bis zur Verwaltungsreform von 1820/1821 in Ämter eingeteilt, die sowohl für die Gerichtsbarkeit als auch für die Verwaltung zuständig waren. Im Zuge der Trennung von Rechtsprechung und Verwaltung wurden Landgerichte als Gerichte erster Instanz und Landratsbezirke als übergeordnete Verwaltungseinheit der Bürgermeistereien eingerichtet.

### Nassau
Das Herzogtum Nassau war in anfangs 28 Ämter eingeteilt. Diese bestanden mit einer kurzen Unterbrechung bis zum Ende des Herzogtums 1866.

### Oldenburg
Ämter gab es im Freistaat Oldenburg bis 1939. Im Zuge mehrerer Reformen, die bereits zur Zeit des Großherzogtums Oldenburg begannen, wurden Ämter zusammengelegt. 1939 wurden die verbliebenen Ämter in Landkreise überführt.

### Württemberg
In der Grafschaft Württemberg wurden nach deren Expansion im 14. Jahrhundert Ämter als Verwaltungseinheiten zwischen der Landesverwaltung und den Gemeinden eingeführt. Zu den Ämtern zählte die jeweilige Amtsstadt mit Sitz eines herrschaftlichen Vogts und die umliegenden Dörfer und Weiler, die als „Amtsflecken“ bezeichnet wurden.
1758 wurde die Bezeichnung der Ämter in Oberamt geändert, wobei ein Oberamt mehrere Unterämter umfassen konnte. Letztere wurden im Laufe des 19. Jahrhunderts nach und nach abgeschafft. Als die große Erweiterung des württembergischen Territoriums zu Beginn des 19. Jahrhunderts eine Verwaltungsneugliederung erforderlich machte, ließ König Friedrich neue Oberämter einrichten und die bestehenden 1806 und nochmals 1810 umstrukturieren, auch um Ämter etwa gleicher Größe zu schaffen.
Mit der Anpassung der württembergischen Verwaltungsstrukturen an die im übrigen Deutschen Reich wurden die Oberämter 1934 in „Landkreise“ umbenannt. Um größere Einheiten zu schaffen, wurden 1938 einige Landkreise aufgelöst und die verbliebenen neu gegliedert.

### „Amt“ im Namen
Im Fall von Amt Neuhaus hat sich der Begriff in einem Gemeindenamen in Niedersachsen erhalten. Es liegt östlich der Elbe, gehörte zum Land Hannover (Landkreis Lüneburg), dann zur DDR (Kreis Hagenow) und nun zu Niedersachsen (wiederum Landkreis Lüneburg).